# منتخب المغرب لكرة اليد للسيدات
منتخب المغرب لكرة اليد للسيدات هو الممثل الرسمي لدولة المغرب في رياضة كرة اليد. شارك في بطولة أفريقيا لكرة اليد للسيدات مرتين وكانت المشاركة الأولى في سنة 2002، كان أفضل مركز له فيها هو التاسع.